# Nāzipur
Nāzipur är en ort i Bangladesh. Den ligger i den nordvästra delen av landet, 220 km nordväst om huvudstaden Dhaka. Nāzipur ligger 26 meter över havet och antalet invånare är 6 737.
Terrängen runt Nāzipur är mycket platt. Runt Nāzipur är det tätbefolkat, med 709 invånare per kvadratkilometer.. Det finns inga andra samhällen i närheten.
Trakten runt Nāzipur består till största delen av jordbruksmark.